# Pong-Talsperre
Die Pong-Talsperre (auch Maharana Pratap Sagar) ist ein Stausee am Fluss Beas im indischen Bundesstaat Himachal Pradesh.

## Lage
Die Talsperre befindet sich im Distrikt Kangra an einer Stelle, wo der Beas den Bergkamm der Siwaliks durchbricht. Ein weiterer wichtiger Zufluss ist der Baner Khad.

## Daten
Der Steinschüttdamm mit Erdkern entstand in den Jahren 1961–1974. Die Seeoberfläche beträgt ca. 156 km²; die Staumauer hat eine Länge von 1950 m, die Kronenhöhe liegt bei ca. 436 m, das sind gut 130 m über der Gründung. Das Speichervolumen beträgt 7290 Mio. m³, der Gesamtstauraum liegt bei 8570 Mio. m³. Der Stausee hat eine Länge von knapp 42 km.

## Funktion
Die Talsperre wurde zum Zwecke der Bewässerung von landwirtschaftlichen Flächen in Rajasthan gebaut. Außerdem dient sie der Stromerzeugung. 6 vertikale Francisturbinen zu je 66 MW sind im Kraftwerk installiert.

## Sehenswürdigkeiten
Im nördlichen Bereich des Stausees liegen die teilweise im Wasser versunkenen Bathu-Tempel. 